# Maison-Musée de Félix Éboué
La Maison-Musée de Félix Éboué  parfois appelé Maison Natale de Félix Éboué, à Cayenne en Guyane, fut la résidence de l'homme politique guyanais Félix Éboué. Elle fut labellisée "Maison des Illustres" par le Ministère de la Culture et de la Communication en 2011.

## Histoire du Musée
Le 23 juillet 1883, Yves Urbain père du Gouverneur Félix Eboué fit l'acquisition auprès de mademoiselle Elisa Pindard, d'un terrain situé au n° 37 de la rue Richelieu, appelée aujourd'hui rue Félix Eboué. Il y fit édifier une maison comportant un rez-de-chaussée et un étage.
Comme dans la plupart des maisons créoles de l'époque, la cuisine était située à l'extérieur, dans la cour.
À sa mort, le 14 juillet 1898, par testament il léguait ses biens à sa veuve Madame Marie-Joséphine Aurélie Léveillé et à ses quatre enfants légitimes, Maximilien Alexandre Joseph Eboué, Adolphe Félix Sylvestre Eboué, Gabriel Edgard Eboué et Alexandrine Aurélie Cornélie Eboué.
Maximilien mourut le 22 août 1904 et Gabriel Eboué le 21 novembre 1911 sans laisser de descendance. Madame Eboué décéda le 23 mars 1926, laissant pour seuls héritiers, Monsieur Félix Éboué et Madame Alexandrine Aurélie Eboué, épouse Félix Gratien. Les héritiers Eboué vendirent la maison familiale aux demoiselles Merckel, le 2 avril 1927.
Le Conseil général de la Guyane fit l'acquisition de cette maison le 20 février 1989. Son objectif était d'en faire un Musée, en hommage au Gouverneur Félix Eboué.

## La Rénovation
Le Musée Félix Eboué est fermé au public en 1999. En 2007, le Département rouvre la Maison Natale de Félix Eboué. 
Après acquisition des parties annexes, des travaux de restauration sont entrepris : suppression des cloisons au rez-de-chaussée afin de créer des espaces de médiation, une salle de conférence, un espace multimédia, installation d’un ascenseur et d'une rampe d'accès pour handicapés.
Le rez-de-chaussée est consacré essentiellement à l'accueil du public, à des activités pédagogiques et didactiques (projection de films, de diapositives, utilisation d'ordinateurs et de bornes interactives).
A l'étage est présentée une exposition portant sur la vie de Félix Eboué.
L'objectif poursuivi est la conception d'un espace muséographique, approprié à des activités pédagogiques, orientées principalement vers les populations scolaires.
Le label « Maison des illustres » lui est attribué en 2011 par le Ministère de la Culture et de la Communication.
La Maison natale de Félix Eboué a été symboliquement inaugurée le 18 juin 2013.